# Zamach w Londynie (7 lipca 2005)
Zamach w Londynie – trzy eksplozje w metrze i jedna eksplozja w miejskim autobusie, które sparaliżowały 7 lipca 2005 w porannych godzinach szczytu centrum Londynu w Wielkiej Brytanii. Do zamachu przyznała się nieznana do tej pory organizacja pod nazwą Tajna Grupa Dżihadu Al-Qaidy w Europie, wg której miał on charakter zemsty narodu arabskiego na rządzie brytyjskim za popieranie syjonizmu oraz działania w Iraku i Afganistanie (określone jako zbrodnie).
Bomby wybuchły w tym samym czasie, kiedy w Gleneagles w Szkocji odbywał się szczyt państw G8 oraz w dzień po decyzji Międzynarodowego Komitetu Olimpijskiego o organizacji Letnich Igrzysk Olimpijskich w 2012 w Londynie, a także podczas procesu Abu Hamzy al-Masriego. Po zamachach w mieście zapanował potężny paraliż komunikacyjny – zarówno kursy metra, jak i autobusów zostały zawieszone.
W wyniku czterech eksplozji zginęły 52 osoby, a co najmniej 700 osób zostało rannych (w tym 22 osoby w stanie krytycznym). Wśród ofiar śmiertelnych były trzy Polki: 23-letnia Monika Suchocka, 29-letnia Karolina Glück oraz 43-letnia Anna Brandt. Trzech innych Polaków zostało lekko rannych.

## Zamachowcy
Trójka terrorystów to obywatele Wielkiej Brytanii: 30-letni Pakistańczyk Mohammed Sidik Khan, 18-letni Hasib Hussain, 22-letni Shahzad Tanweer. Czwarty zamachowiec to pochodzący z Jamajki 19-latek Germaine Lindsay. Ostatni z nich zdetonował ładunek na stacji King’s Cross, gdzie zginęło najwięcej ludzi.
Zginęli oni w wybuchach w metrze i autobusie. Trzej zamachowcy przyjaźnili się ze sobą i mieszkali w Leeds. Czwarty pochodził z Luton. 
Jeden z zamachowców, 22-letni Shahzad Tanweer był zdolnym uczniem i miłośnikiem sportu. Na ścianie swego pokoju miał portret Mike’a Tysona, uwielbiał football i lekką atletykę. Był dumny, że jest Brytyjczykiem. Wrócił odmieniony po wyprawie do Lahaur.
Z kolei 30-letni Mohammed Sidik Khan był nauczycielem niepełnosprawnych dzieci w jednej ze szkół podstawowych w Leeds. Khan miał ośmiomiesięczną córkę, a jego żona była w czwartym miesiącu ciąży.
Kolejny z zamachowców, 18-letni Hasib Hussain, który zdetonował ładunek wybuchowy w autobusie, został kiedyś zatrzymany za kradzież w sklepie. Dlatego też jego rodzina tak chętnie zgodziła się na podróż chłopaka do Lahaur w Pakistanie. Ojciec i matka liczyli, że chłopak wróci na właściwą drogę.

## Organizacja odpowiedzialna za zamach
Do przeprowadzenia zamachów w Londynie, przyznała się nieznana do tej pory organizacja pod nazwą Tajna Grupa Dżihadu Al-Qaidy w Europie. „Bohaterscy bojownicy narodu arabskiego! Nadszedł czas zemsty na syjonistycznym, prowadzącym krucjatę rządzie brytyjskim. To odpowiedź na masakry, jakich Wielka Brytania dopuszcza się w Iraku i Afganistanie” – stwierdziła w oświadczeniu, przekazanym dwiema drogami: poprzez Internet i redakcję arabskiego dziennika „Al-Kuds al-Arabi”. Czy taka organizacja istnieje i czy naprawdę jest związana z Al-Ka’idą, nie wiadomo.
„Wielka Brytania płonie w strachu i przerażeniu. Ostrzegaliśmy ją i dotrzymaliśmy słowa” – pisał dalej Dżihad w Europie. I dodał: „Ostrzegamy rządy Danii i Włoch, że jeśli nie wycofają swych wojsk z Iraku i Afganistanu, zostaną ukarane w taki sam sposób”.

## Reakcja polityków
Minister spraw wewnętrznych Wielkiej Brytanii Charles Clarke powiedział, że wybuchy w Londynie spowodowały straszliwe szkody, natomiast rzecznik Partii Konserwatywnej Alan Duncan powiedział, że eksplozje to wielki zamach terrorystyczny. Premier Wielkiej Brytanii Tony Blair powiedział, że w Londynie doszło do serii ataków terrorystycznych. Zapowiedział też, że opuści obrady szczytu G8 za kilka godzin i wróci do Londynu, ale że szczyt będzie kontynuowany. Wyraźnie wstrząśnięty Blair powiedział, że w Londynie są zabici i ranni. Zamachy nazwał barbarzyńskimi. Minutą ciszy pamięć ofiar uczcił Parlament Europejski i polski Sejm. Polscy politycy zapewnili, że Polsce nie grozi niebezpieczeństwo.

## Atak terrorystyczny

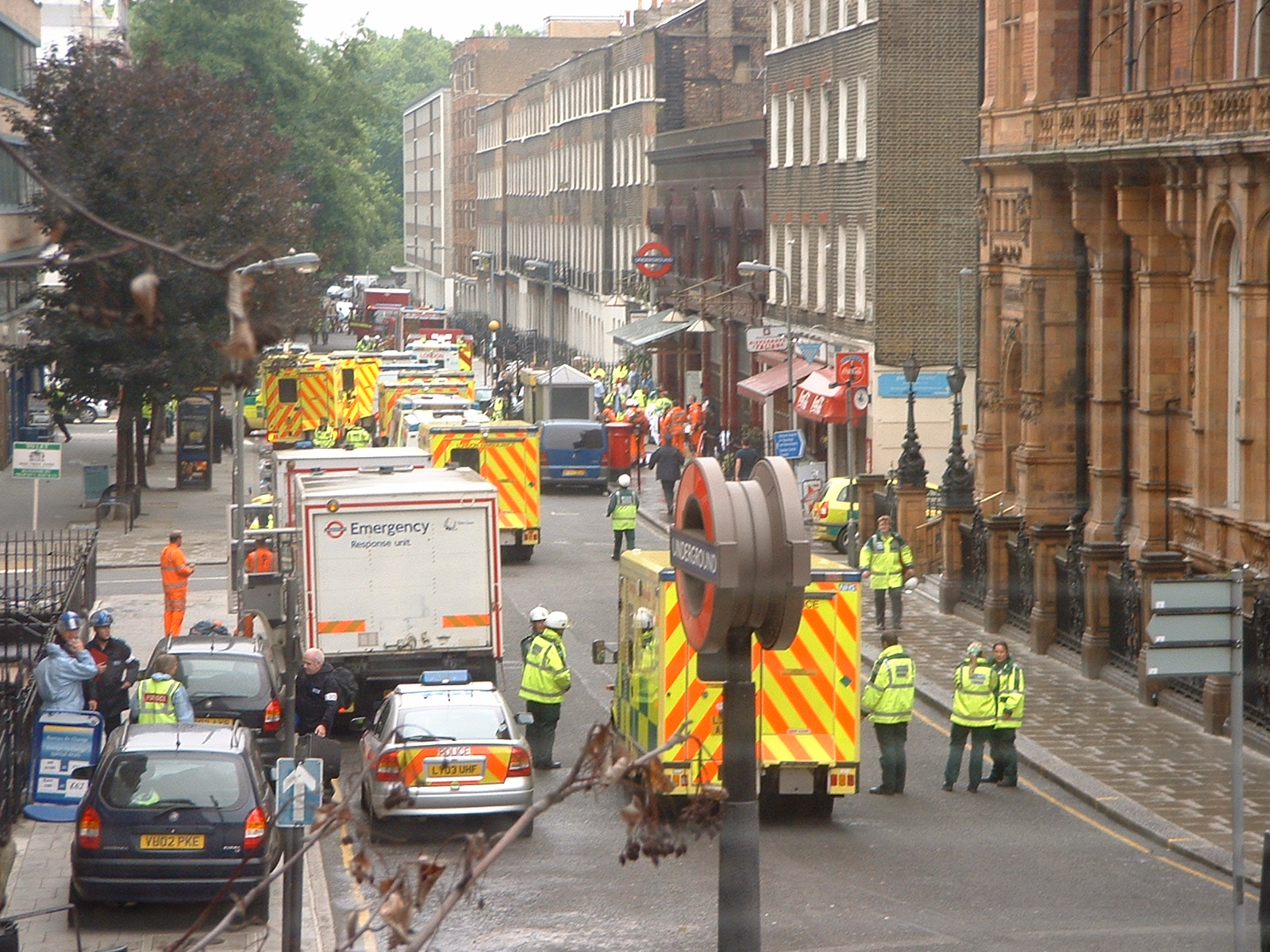
Karetki na Russell Square

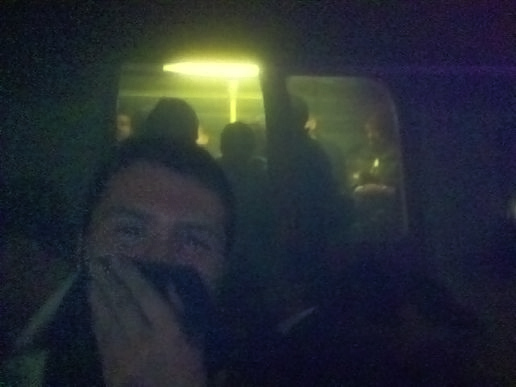
Po zatrzymaniu pociągu metra pasażerowie ewakuują się zadymionym tunelem

Do eksplozji w londyńskim metrze doszło o 8:49 czasu lokalnego na trasach pomiędzy stacjami: Liverpool Street i Aldgate, po ruszeniu pociągu z peronu 4 stacji Edgware Road w kierunku Paddington i pomiędzy stacjami King’s Cross St. Pancras i Russell Square. Cała sieć komunikacji miejskiej w centrum miasta (zarówno metro jak i autobusy) została wstrzymana. Do kolejnego wybuchu doszło o 9:47 przy Tavistock Square w autobusie nr 30 jadącym z Marble Arch w kierunku Hackney Wick. Stan alarmowy został ogłoszony w całej Unii Europejskiej.

### Minuta po minucie
8.50 W ciągu 50 sekund trzy bomby eksplodują w metrze. Stopniowo pojawiają się wiadomości i początkowo sądzono, że ładunki nie eksplodowały jednocześnie.
8.51 Policja informuje o eksplozji w dzielnicy biznesu, w pobliżu dworca Liverpool Street.
8.56 Eksplozja na linii Piccadilly między stacjami King’s Cross a Russell Square.
9.24 Scotland Yard podaje, że miastem wstrząsnęły liczne eksplozje.
9.27 W związku z brakiem informacji, Metronet, firma odpowiedzialna za konserwację metra, podaje, że przyczyną eksplozji mógł być nagły wzrost poboru mocy.
9.47 Wybucha autobus nr 30 w pobliżu Tavistock Square. Na zdjęciach widać, że podmuch wybuchu zdarł dach. Świadkowie mówią o rozrzuconych częściach ludzkich ciał.
10.07 Zatrzymanie ruchu autobusów w całym Londynie.
10.40 Pojawia się pierwszy raport o 20 zgonach.
10.47 Minister spraw wewnętrznych Charles Clarke mówi, że „eksplozje spowodowały straszliwe szkody”.
11.15 Komisarz UE ds. sprawiedliwości i bezpieczeństwa Franco Frattini mówi w Rzymie, że wybuchy były dziełem terrorystów.
11.35 Szef londyńskiej policji potwierdza, że policja znalazła ślady materiałów wybuchowych.

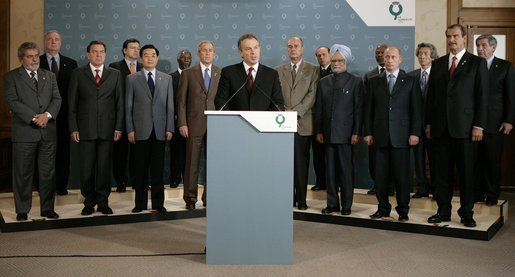
Uczestnicy G8 potępiają zamachy

12.00 Premier Tony Blair mówi w Gleneagles w Szkocji, że wybuchy w Londynie są dziełem terrorystów i że przeprowadzono je celowo w czasie szczytu G8.
12.05 Premier Tony Blair nazwał ataki „barbarzyńskimi”.
12:27 Policja i personel londyńskich szpitali podały agencji Reuters, że w zamachach rannych zostało 185 osób, w tym dziesięć poważnie, a siedmioro jest w stanie krytycznym.
12.35 Scotland Yard obniża podaną liczbę wybuchów z siedmiu do czterech – trzy nastąpiły w metrze, jeden w autobusie.
12.53 Minister spraw wewnętrznych Charles Clarke tłumaczy Izbie Gmin, że metro zostanie zamknięte na cały dzień.
14.10 Papież Benedykt XVI ubolewa nad „terrorystycznymi atakami”, nazywając je „barbarzyńskimi czynami przeciwko społeczeństwu”.
14.52 Watykański sekretarz stanu kardynał Angelo Sodano wystosował dramatyczny apel o „położenie kresu starciu cywilizacji”.
15.26 Zastępca szefa policji londyńskiej Brian Paddick podaje, że w wybuchu w pobliżu stacji metra Aldgate zginęło siedem osób, 21 na stacji King’s Cross i pięć na stacji Edgware Road.
16.26 Policja brytyjska ocenia, że zginęły 33 osoby. Nieznana pozostaje liczba ofiar wybuchu autobusu, później potwierdza się śmierć co najmniej dwóch osób.
16.32 Częściowe przywrócenie komunikacji miejskiej w Londynie. Działają autobusy, kolejka naziemna i kolej.
17.43 Tony Blair mówi, że „Wielka Brytania nie da się zastraszyć terrorystom”. Premier obiecuje postawienie winnych przed sądem.
17.49 W specjalnej rezolucji Rada Bezpieczeństwa potępia zamachy w Londynie
18.08 Mnożą się fałszywe alarmy o podejrzanych pakunkach. Ewakuowano dworzec Victoria w Londynie i handlową dzielnicę Edynburga.
18.16 W związku z zamachami rząd włoski ogłasza podwyższony poziom gotowości antyterrorystycznej. Podobne środki podjęło w ciągu dnia wiele rządów europejskich oraz Stany Zjednoczone.
18.20 Brytyjska policja informuje, że liczba ofiar śmiertelnych czwartkowych eksplozji w londyńskim metrze i autobusie wzrosła z 33 do 37. Rannych jest ponad 700.
19.46 Londyńskie zamachy „noszą charakterystyczne cechy al Kaidy” – powiedział na szczycie G8 w Gleneagles brytyjski minister spraw zagranicznych Jack Straw. Zastąpił on tam premiera Tony’ego Blaira, który odleciał po południu do Londynu.
20.33 Minister spraw wewnętrznych Francji mówi, że w londyńskich zamachach zginęło 50 osób, 300 jest rannych.
20.54 Oświadczenie organizacji muzułmańskich w Wielkiej Brytanii: „Te straszne czyny sprawiają, że wszyscy stajemy się ofiarami”.
21.02 Tony Blair wraca do Szkocji na obrady przywódców G8 w Gleneagles

## Obywatelstwo ofiar zamachu
W zamachu zginęły 52 osoby pochodzące z 15 krajów:
| Kraj            | Liczba ofiar |
| --------------- | ------------ |
| Wielka Brytania | 36           |
| Polska          | 3            |
| Afganistan      | 1            |
| Australia       | 1            |
| Francja         | 1            |
| Ghana           | 1            |
| Grenada         | 1            |
| Iran            | 1            |
| Izrael          | 1            |
| Mauritius       | 1            |
| Nigeria         | 1            |
| Nowa Zelandia   | 1            |
| Rumunia         | 1            |
| Turcja          | 1            |
| Włochy          | 1            |
| Razem           | 52           |